# Hélice (oído)
La hélice o hélix es el nombre que recibe el reborde prominente del pabellón auricular. Donde la hélice gira hacia abajo por detrás, a menudo se ve una pequeña protuberancia, el tubérculo de Darwin. Su inervación sensorial corre a cargo del nervio auricular mayor, la irrigación sanguínea es tributaria de la arteria temporal superficial y arteria auricular posterior y el drenaje linfático se realiza en los ganglios linfáticos parotídeos superiores.